# Espérame (canción)
«Espérame» es el segundo sencillo del disco debut de la cantante chilena Denise Rosenthal, perteneciente al álbum El blog de la Feña, banda sonora de la serie homónima.

## Video musical
Al igual que «No quiero escuchar tu voz», fue dirigido por Juan Pablo Sánchez, en algunas escenas aparece con distintas vestimentas (roquera, hippie, niña fresa, nerd) y en otras sale vestida muy sexy tocando junto a su banda.

## Promoción
El sencillo fue presentado en Alfombra Roja, y en los 10 + pedidos de MTV.
«Espérame» tuvo un buen recibimiento por el público, al igual que «No quiero escuchar tu voz».